# Energia no Japão
O Japão possui uma significativa carência de fontes de combustível fóssil, exceto carvão, e, por isso, precisa importar grandes volumes de petróleo cru, gás natural e outros recursos energéticos, incluindo urânio. Em 1990, a dependência do Japão pela importação de energia primária representava mais de 85% e o país necessitava um volume total de energia da ordem de 428,2 milhões de toneladas de petróleo.

## Panorama
| Energia no Japão                                                                        | Energia no Japão | Energia no Japão | Energia no Japão | Energia no Japão | Energia no Japão | Energia no Japão |
|                                                                                         | Capita           | Energia Prim.    | Produção         | Importação       | Eletricidade     | Emissão de CO2   |
|                                                                                         | Milhões          | TWh              | TWh              | TWh              | TWh              | Mt               |
| --------------------------------------------------------------------------------------- | ---------------- | ---------------- | ---------------- | ---------------- | ---------------- | ---------------- |
| 2004                                                                                    | 127.7            | 6,201            | 1,125            | 5,126            | 1,031            | 1,215            |
| 2007                                                                                    | 127.8            | 5,972            | 1,052            | 5,055            | 1,083            | 1,236            |
| 2008                                                                                    | 127.7            | 5,767            | 1,031            | 4,872            | 1,031            | 1,151            |
| Change 2004-2008                                                                        | 0 %              | -7.0 %           | -8.4 %           | -5.0 %           | -0.1 %           | -5.3 %           |
| Mtoe = 11.63 TWh, Energia Prim. Inclui perdas de energia que são 2/3 da energia nuclear |                  |                  |                  |                  |                  |                  |

## Uso da Energia
O elevado crescimento industrial do Japão desde o fim da Segunda Guerra Mundial dobrou o consumo de energia do país a cada cinco anos, na década de 1990. Durante o período de crescimento acelerado de 1960-72, o consumo de energia cresceu muito mais rápido que o Produto Interno Bruto (PIB), dobrando a participação japonesa no consumo de energia mundial. Em 1976, com apenas 3% da população mundial, o Japão consumia 6% da energia gerada no mundo.
Em 1990, o consume totalizava 298 milhões de toneladas: 46,7% era usada pela indústria; 23,3% pelo setor de transporte; 26,6% para agricultura, residência, serviços e outros usos; e 3,3% para usos não-energéticos, tais como lubrificante e asfalto.

## Geração elétrica
Em 2008, o Japão ocupava a terceira posição no ranking mundial de produção de energia elétrica, atrás de Estados Unidos e China, com 1.025×1012 kWh produzidos por ano.
Quanto ao consumo per capita de eletricidade, uma pessoa média no Japão consumiu 8 459 Kilowatt-horas em 2004, comparados com os 14 240 do americano médio. Ocupava a 18ª posição entre os países do mundo. Entre 1990 e 2004, seu consumo de eletricidade per capita aumentou 21,8%.
Com 53 unidades de reatores gerando energia nuclear em 2009, o Japão ocupava a terceira posição no mundo nesse aspecto, atrás somente de Estados Unidos (104 reatores) e França (59). Quase um quarto (24,93%) de sua produção elétrica provinha de usinas nucleares, comparando com os 76,18% da França e 19,66% dos Estados Unidos.
Em 1989, o Japão era o terceiro produtor mundial de eletricidade. Cerca de 75% da energia disponível era controlada por dez grandes usinas energéticas regionais, das quais a The Tokyo Electric Power Company era a maior do mundo. A eficiência energética do Japão estava entre as maiores do mundo.

### Oferta de energia elétrica

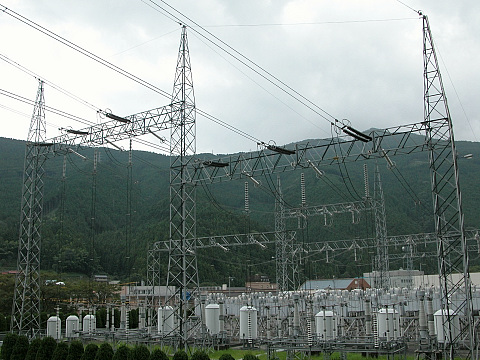
A Estação de Conversão de Frequencia Sakuma

O Japão não possui uma rede nacional unificada como a maioria dos outros países industrializados possui, mas tem duas redes separadas, a do leste e a do oeste. A voltagem padrão de energia é de 100 Volts, mas as redes operam com freqüências diferentes: 50-Hz no leste do Japão e 60-Hz no oeste do país. A rede é conectada por três conversores de frequência (Higashi-Shimizu, Shin Shinano e Sakuma) mas eles só conseguem lidar com 1 Gigawatt (GW). O Sismo e tsunami de Tohoku de 2011 resultaram no desligamento forçado de 11 reatores, com perdas de 9,7 GW. As três estações de conversão não foram capazes de transferir energia suficiente da rede elétrica do oeste do Japão para ajudar a rede do leste.
As duas redes foram originalmente desenvolvidas por empresas separadas. A Tokyo Eletric Light Co (TELCO) foi fundada em 1883, que também instalou a energia elétrica no Japão. Em 1885, a demanda havia crescido o suficiente para que a TELCO trouxesse equipamentos de geração da AEG, da Alemanha. O mesmo ocorreu com a região ocidental do Japão, com a General Electric sendo a fornecedora da Osaka Eletric Lamp. Os equipamentos da GE usavam o padrão norte-americano de 60 Hz, enquanto os equipamentos da AEG usavam o padrão europeu de 50 Hz.

### Usinas
No Japão, o mercado da energia elétrica está dividido em 10 empresas regulamentadas:
- Chugoku Electric Power Company (CEPCO)
- Chubu Electric Power (Chuden)
- Hokuriku Electric Power Company (HEPCO)
- Hokkaido Electric Power Company (Hokuden)
- Kyushu Electric Power (Kyuden)
- Kansai Electric Power Company (KEPCO)
- Okinawa Electric Power Company (Okiden)
- The Tokyo Electric Power Company (TEPCO)
- Tohoku Electric Power (Tohokuden)
- Shikoku Electric Power Company (Yonden)

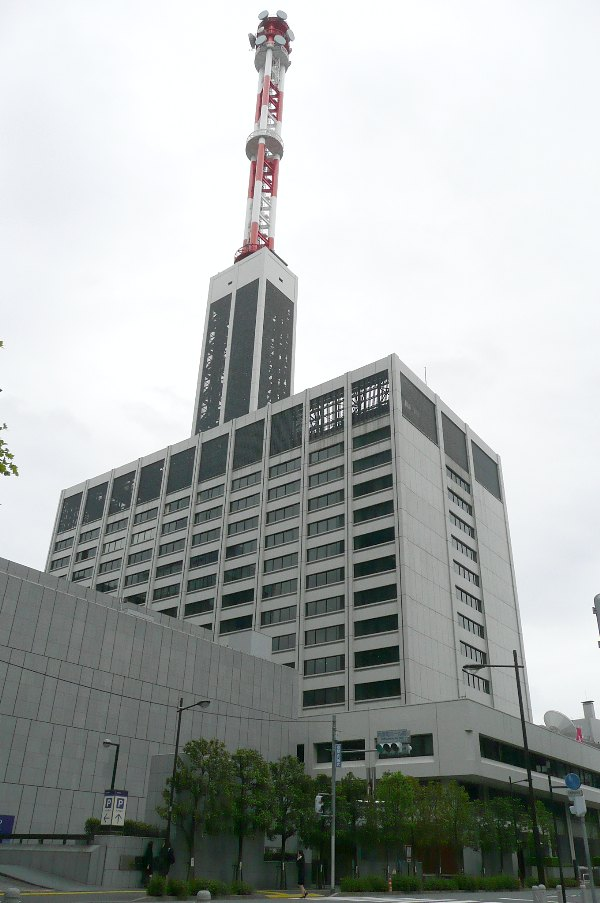
Tepco
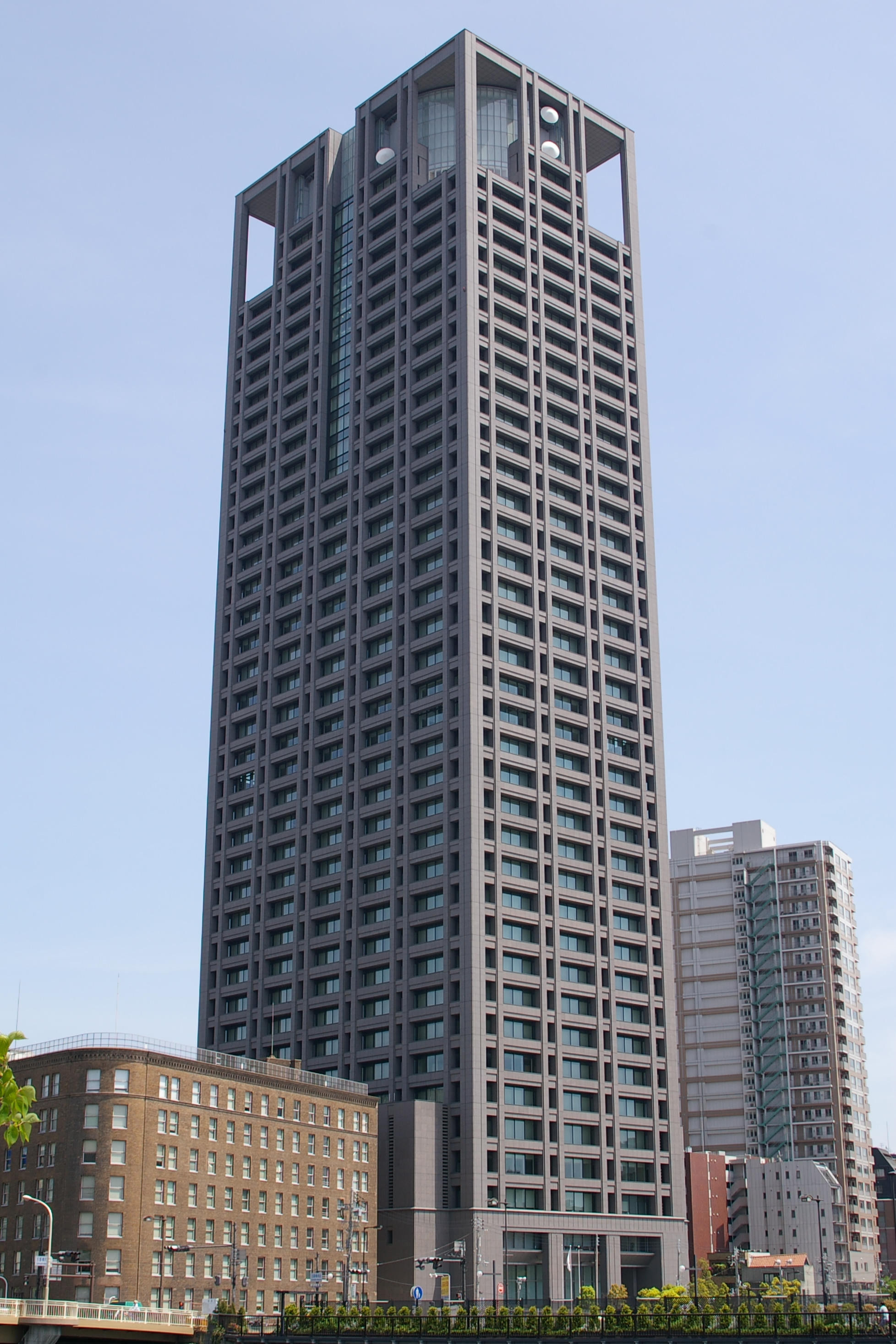
Kepco
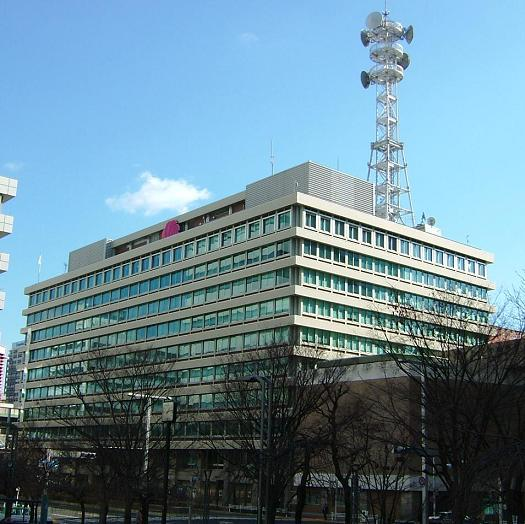
Chubu
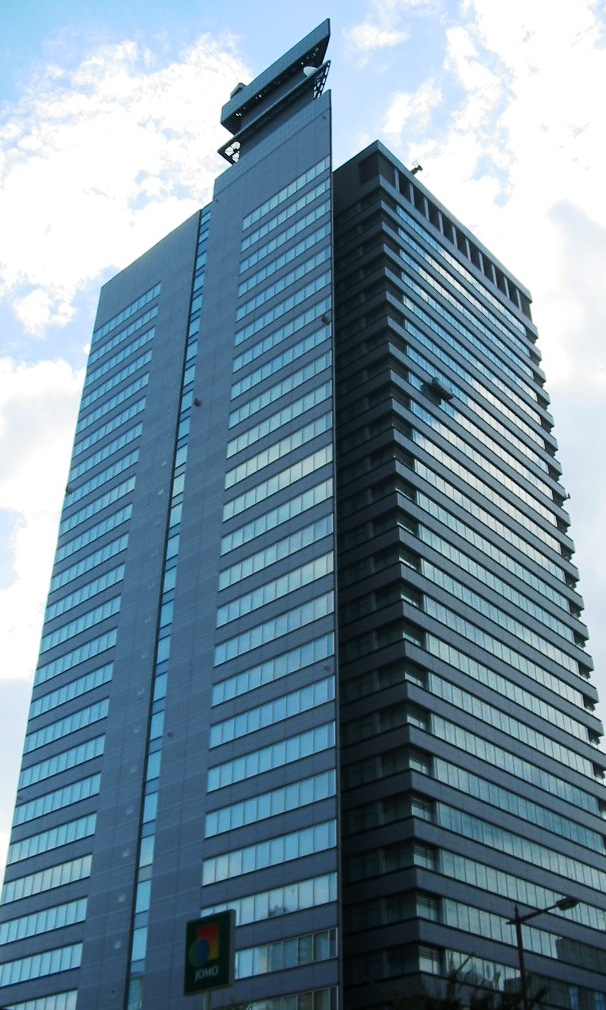
Tohokuden
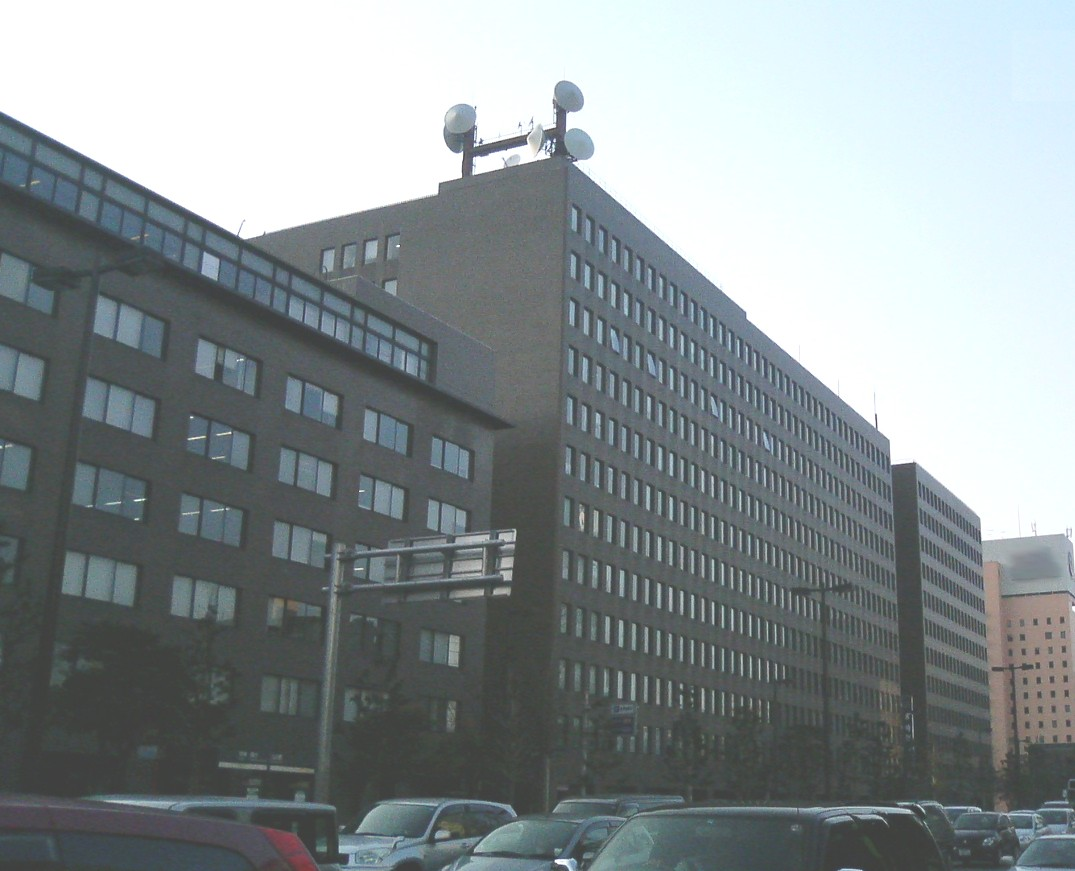
Kyuden

## Fontes de energia

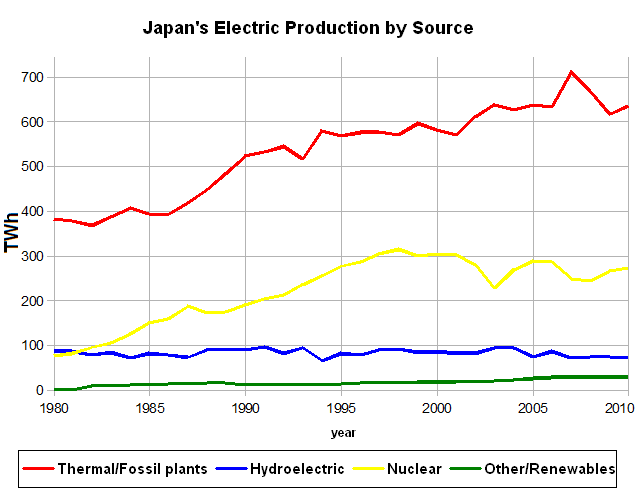
Produção de eletricidade no Japão por fonte.

## Emissão de Carbono

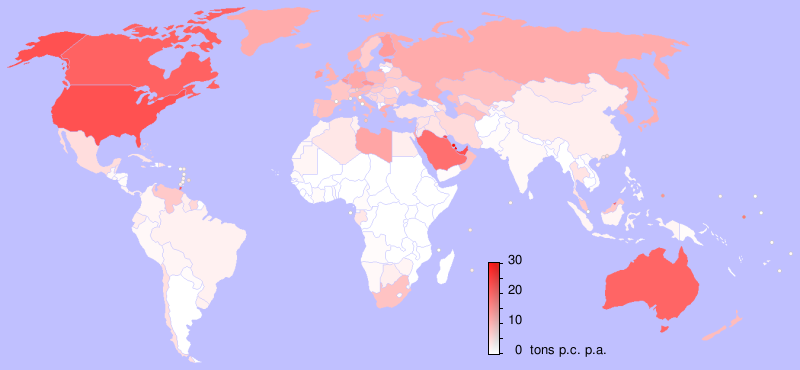
Emissão de CO_{2} per capita por ano, por país (em 2004)

PIB versus consumo de energia, 1958-2000